# Censura del euskera
Se denomina censura del euskera al proceso de restricción o prohibición del uso público que la lengua vasca sufrió en el pasado y que ocasionaron su conversión en una lengua minoritaria dentro del espacio donde históricamente había sido hablada: Euskal Herria. 
La restricción del uso público del euskera ocurrió especialmente durante los siglos XVIII y XIX y afectó a diversos ámbitos de expresión social y cultural, tales como la administración de justicia o la administración, alcanzando especial singularidad en el ámbito de la enseñanza, donde ya en el siglo XVIII se documentan episodios.

Araban nenbilen batean, hango adiskide eta Erregeren Guardietako kapitan baliente batek behin esan zidan: "Aita, nola euskal herrietan umeen haziera ona eta behar den dotrinarik izango da, baldin euskara hondatzeko ahalegin guziak egiten badira, eta gure mutiltxo edo haurrei, beldur eta azotearekin, euskaraz hitz egitea eragozten bazaie?"
Me hallaba en Álava, con los colegas de allí y un valiente capitán de la Guardia Real me dijo una vez:  "Padre, ¿cómo los niños vascos van a tener un buen crecimiento y tendrán la doctrina necesaria, si se hacen todo tipo de esfuerzos para hundir al euskera, y a nuestros chicos y bebés, a base de azotes y miedo, se les impide hablar en euskera?"
Agustín de Cardaberaz, Eusqueraren berri onac (1761).

## Prohibiciones del euskera a lo largo de los siglos

### Edad Media
Si bien se dice que la censura y el arrinconamiento del euskera se han dado desde tiempos de la invasión romana de la península, lo cierto es que no hay registros de ninguna prohibición concreta. En la Edad Media, debido a la oficialidad y popularidad del latín y, en especial, a la importancia y el apoyo que dio el rey Alfonso X El Sabio al castellano, el euskera se vio perjudicado. El testimonio más antiguo en contra del euskera es el de la localidad riojana de Ojacastro, en 1239. En aquella época, el euskera era la lengua común del lugar. Εse mismo año, el merino de Castilla prohibió a los habitantes de Ojacastro dirigirse al juez en euskera. El alcalde y los habitantes, enfurecidos, secuestraron al merino y no lo soltaron hasta que el rey Fernando III les devolvió el derecho a expresarse en euskera.
El segundo ejemplo que se conoce de prohibición del euskera se recogió en 1349 en la Corona de Aragón, en concreto en la ciudad de Huesca, en la que junto con el árabe y el hebreo, el uso del euskera se prohibía en el mercado local, imponiéndose el romance aragonés, la lengua del cristianismo en la época. Dicha ordenanza estuvo en vigor hasta el siglo XIX, cuando el euskera había desaparecido por completo de la zona.

### SigloXVIII
Carlos III de España, en 1772, además de promulgar el mandato de solo poderse utilizar el castellano en la escuela, hizo que los libros de contabilidad únicamente pudieran estar en castellano.
En 1776, el conde de Aranda prohibió los libros en euskera.
En la Revolución francesa, en el informe Barère, se recomendaba utilizar únicamente el francés.
Siguiendo con esto mismo, en 1794, la Asamblea Nacional Constituyente de Francia acordó a través del informe Grégoire acabar con todos los patois (lenguas regionales) e imponer el francés. La razón de esta acción eran motivos políticos.
El 20 de julio de ese mismo año se decretó que todos los documentos oficiales se escribirían únicamente en francés, y el 17 de noviembre, que toda la educación sería íntegramente en francés.

### SigloXIX
En 1801 se estableció que ninguna obra de teatro podría ser representada en una lengua que no fuera el castellano.
Por una denuncia particular, se sabe que en 1803 se castigó físicamente a alguna persona por hablar en euskera.
En 1857 se aprobó la Ley Moyano en España, que concretaba que la enseñanza se haría únicamente en castellano.
En 1862 se aprobó la ley que regula el oficio de notario y que sigue en vigor en la actualidad. En dicha ley se dice que es obligatorio escribir todos los documentos públicos en castellano.
En 1867, las Cortes Generales aprobaron por mandato real de Isabel II una ley que prohibía expresamente el uso del euskera en las obras de teatro de cualquier tipo.
En Francia hubo infinidad de leyes educativas que establecieron el francés como única lengua (Ley Guizot de 1833, Ley Falloux de 1850, Ley Ferry del 28 de marzo de 1882,...). Además hay ejemplos concretos de este esquinamiento del euskera como, por ejemplo, el caso del inspector del distrito de Mauleón de 1833, que ese mismo año decidió apartar la lengua vasca de la escuela o el caso del prefecto de los Bajos Pirineos que en 1846 dio la orden de establecer el francés en lugar del euskera para la educación básica.

### SigloXX

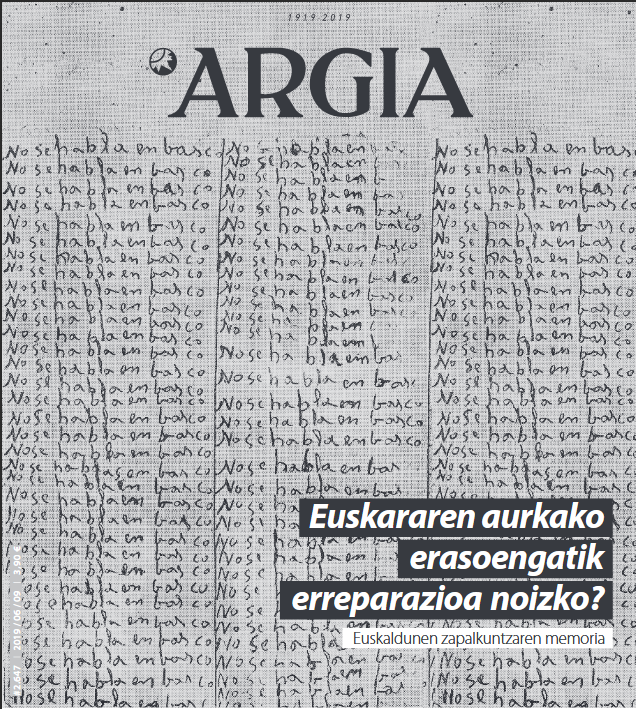
La portada del número 2647 de la revista Argia. Hubo infinidad de prácticas a lo largo del siglo XX en el País Vasco peninsular que prohibían totalmente el euskera’ en las escuelas.

En 1902, tan pronto como fue nombrado el presidente de la Tercera República Francesa, Émile Combes, este dio permiso al prefecto de los Pirineos Atlánticos para prohibir el euskera del catecismo.
Ese mismo año, se comenzó en España a castigar legalmente a aquellos profesores que enseñaran en su lengua o dialecto (mandato real de Alfonso XIII y Romanones).
Εn 1923, una ley de Primo de Rivera prohibía el uso del euskera en eventos públicos y dos años más tarde:

Los Inspectores de Primera enseñanza (...) examinarán los libros de texto en las Escuelas, y si no estuviesen escritos en español (...), los harán retirar inmediatamente de manos de los niños y procederán a formar expediente al Maestro, suspendiéndole de empleo y medio sueldo y dando cuenta a V. E.
"Real Orden de 13 de Octubre de 1925 sobre propagandas antipatrióticas y antisociales" firmado por Miguel Primo de Rivera, 2ª orden.

En 1937 se prohibió hablar en euskera. En 1938, el euskera fue eliminado de los registros públicos. Un año más tarde, fue eliminado de las rotulaciones de los hoteles. En los años siguientes y de forma escalonada, las personas que estaban en el poder en la época fueron eliminando el euskera de la vida pública, hasta desaparecer de casi todos los ámbitos de la vida, aunque en 1952 se creó la Cátedra de Vascuence Manuel de Larramendi en la Universidad de Salamanca.
En 1940 fue eliminado de los juzgados y, ese mismo año, el Departamento de Cinematografía de España estableció unas normas censoras que todos los filmes debían pasar para ser proyectados:

Todas las películas deberán estar dialogadas en castellano prescindiéndose, en absoluto, de los dialectos.
"Normas del Departamento de Cinematografía para la censura de películas", 1940.

Si queremos ser merecedores de este salvamiento, y honrar a quien nos ha salvado, todos los españoles debemos hacer tres cosas: Pensar como Franco, sentir como Franco y hablar como Franco, que hablando en el idioma nacional, ha impuesto su victoria.
Luis de Galinsoga: "Hablar como Franco", La Vanguardia, 1939.

A partir de ahora, solo podrá hablarse español como lengua oficial de las provincias de Cataluña.
Periódico El Faro, Lérida, abril de 1938.

### SigloXXI
En junio de 2017, el Tribunal Superior de Justicia del País Vasco falló en contra del Plan del Euskera de la Diputación Foral de Guipúzcoa, en concreto, en lo referido a ayudas económicas y contrataciones.
A pesar de que a lo largo de la historia las prohibiciones al euskera y al resto de las lenguas de España hayan sido muy numerosas, en la entrega del Premio Miguel de Cervantes de 2001, el rey Juan Carlos I hizo una declaración de mucho eco en la que afirmaba que el castellano nunca se había impuesto.